# Le Grand-Bornand
Pour les articles homonymes, voir Bornand.
Le Grand-Bornand est une commune française située dans le département de la Haute-Savoie, en région Auvergne-Rhône-Alpes. Commune de montagne appartenant à la communauté de communes des Vallées de Thônes, elle comptait 2 054 habitants en 2022.
La commune se situe entre le massif des Bornes et la chaîne des Aravis. Elle a obtenu le label « commune touristique » en raison notamment de la présence d'une station de sports d'hiver.

## Géographie

### Localisation

Le Grand-Bornand et les Aravis
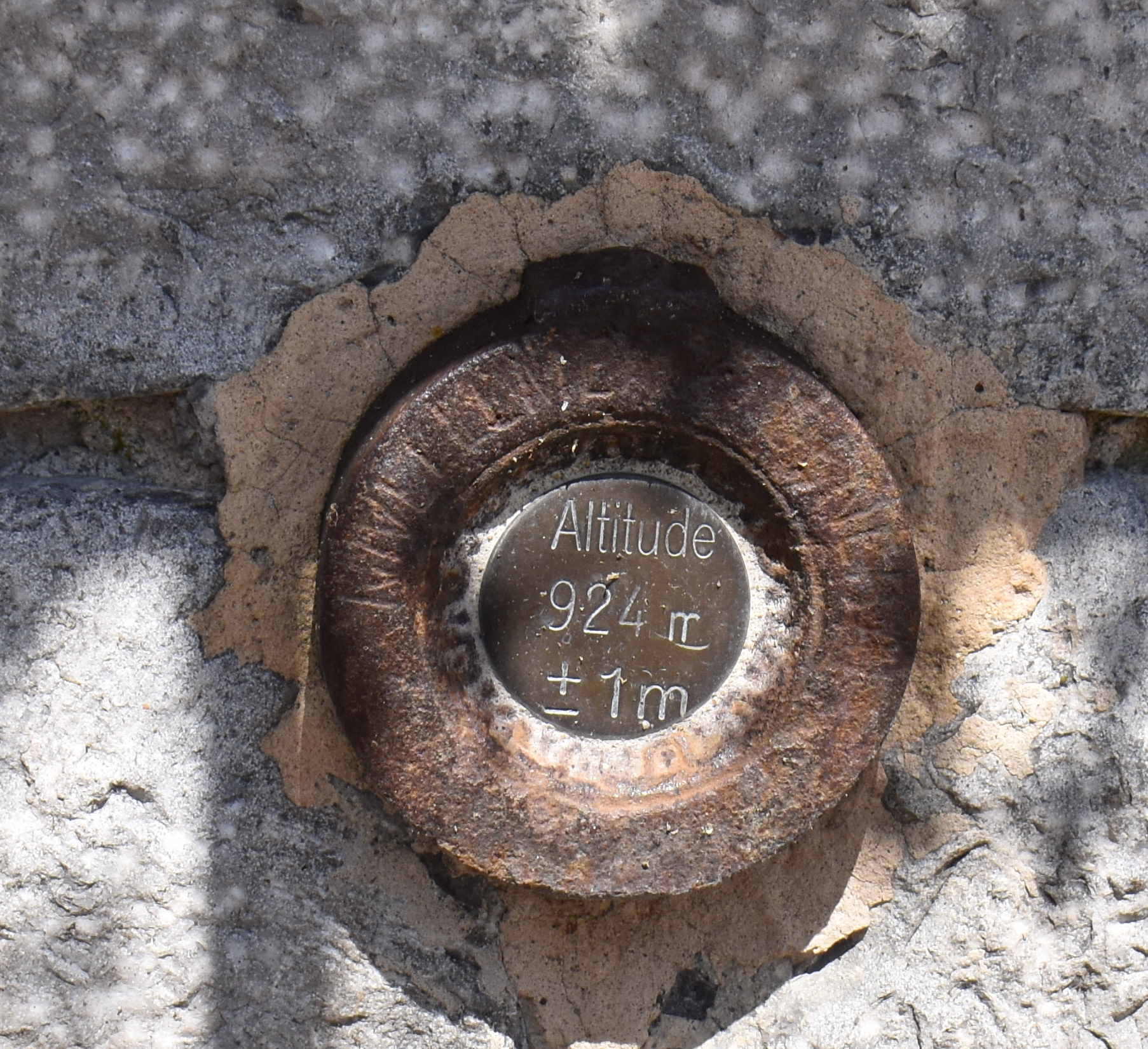
Borne de nivellement sur le mur de l'église- Altitude 924 m.
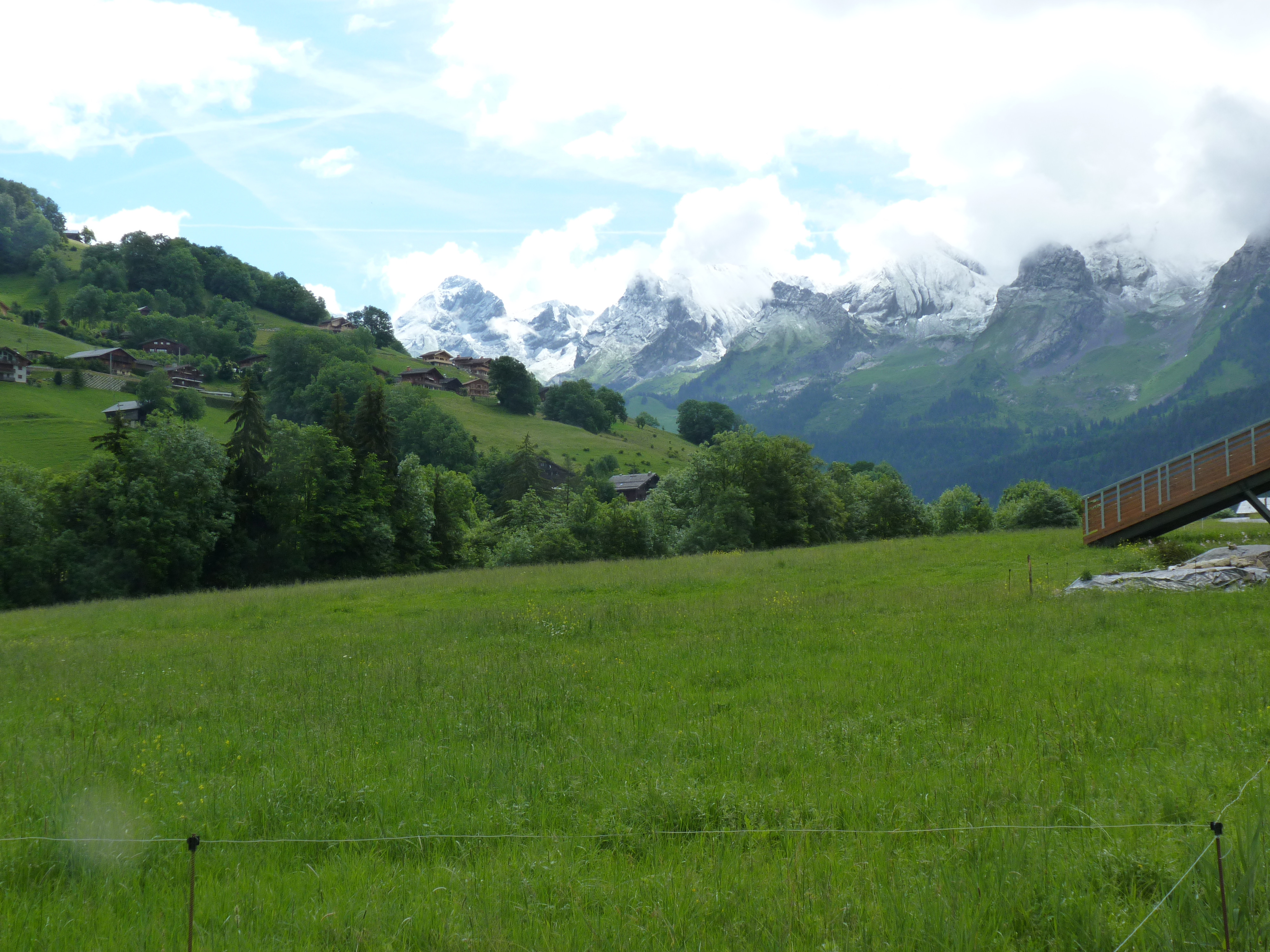
Vue de la chaîne des Aravis depuis le Grand-Bornand
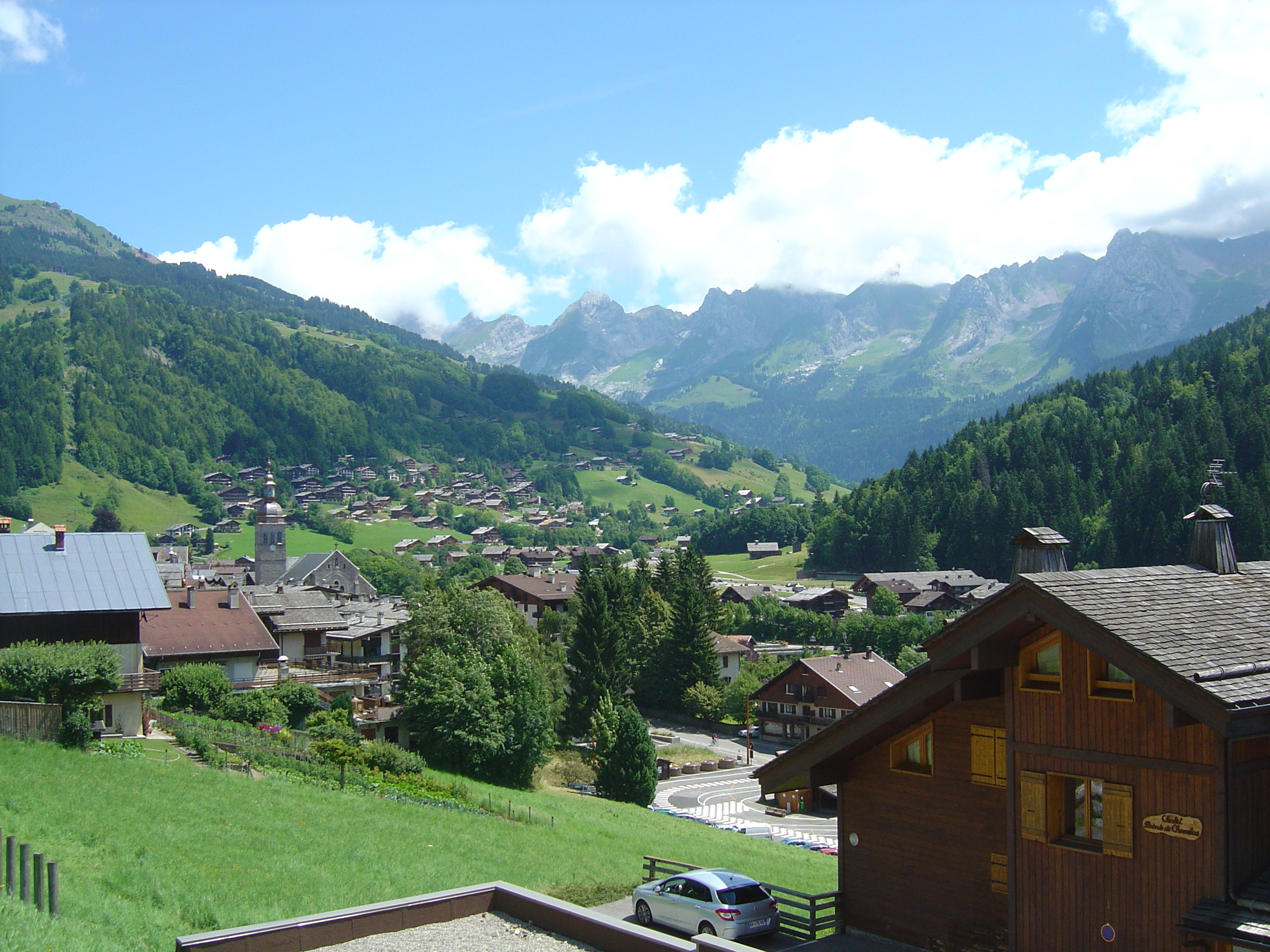
Vue générale du Grand Bornand.

Le village du Grand-Bornand, à 952 mètres d'altitude, est situé en plein cœur du massif des Aravis, en Haute-Savoie. C'est un bourg typiquement savoyard avec sa grenette (marché couvert), sa place, son église et ses commerces. Au loin, on peut y voir la vallée du Bouchet au pied de la chaîne des Aravis, domaine de ski de fond. Six kilomètres plus haut, sur la route du col de la Colombière, se trouve la station du Grand-Bornand Chinaillon, à 1 300 mètres d'altitude, principal départ des pistes de ski alpin, et le Vieux Village, datant du XVIIe siècle.
Situé sur le versant ouest du massif des Aravis, le Grand-Bornand est une station touristique d'été et hiver qui s'est développée autour d'un village ancien.
Celui-ci se trouve dans une vallée lacustre à l'origine, assez évasée à l'endroit où le village s'est établi. Au contraire, le village du Petit-Bornand, situé en aval de la rivière, se trouve dans la partie resserrée de la vallée du Borne, une cluse.

### Communes limitrophes

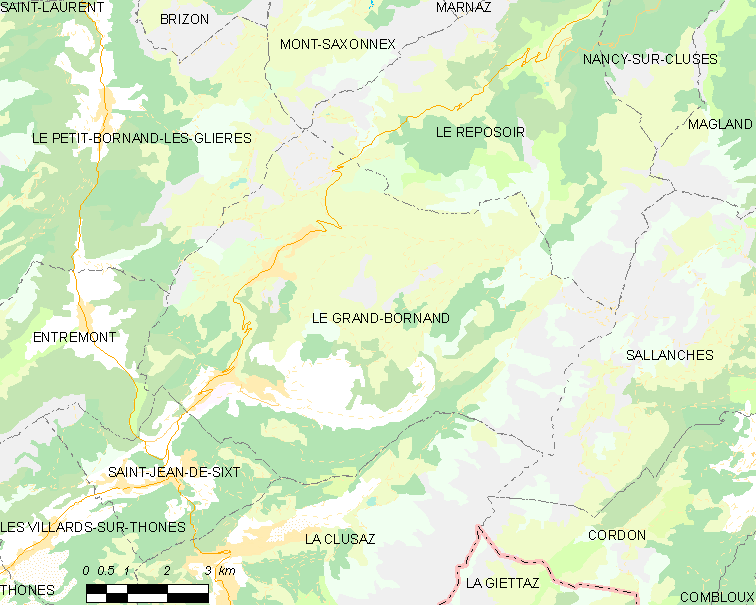
Le Grand-Bornand et ses communes voisines.

| Glières-Val-de-Borne | Mont-Saxonnex (quadripoint) | Le Reposoir |
| Glières-Val-de-Borne | Grand Bornand               | Sallanches  |
| Saint-Jean-de-Sixt   | La Clusaz                   | Sallanches  |

### Climat

Un milieu montagnard
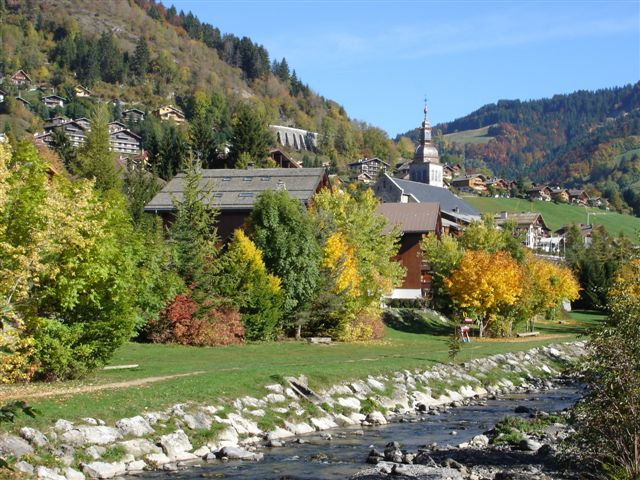
Vue du Borne au début de l'automne...
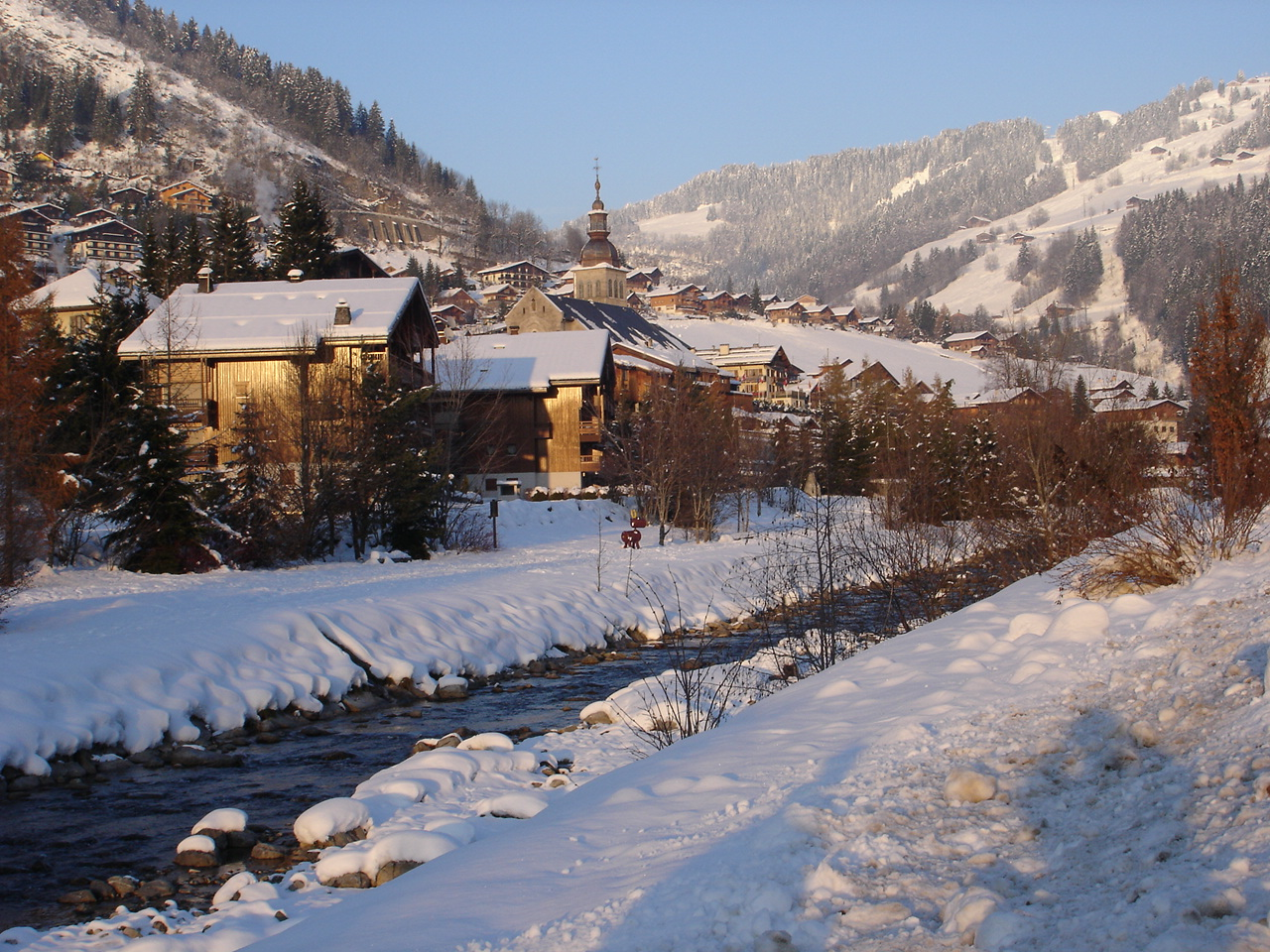
...et en hiver.
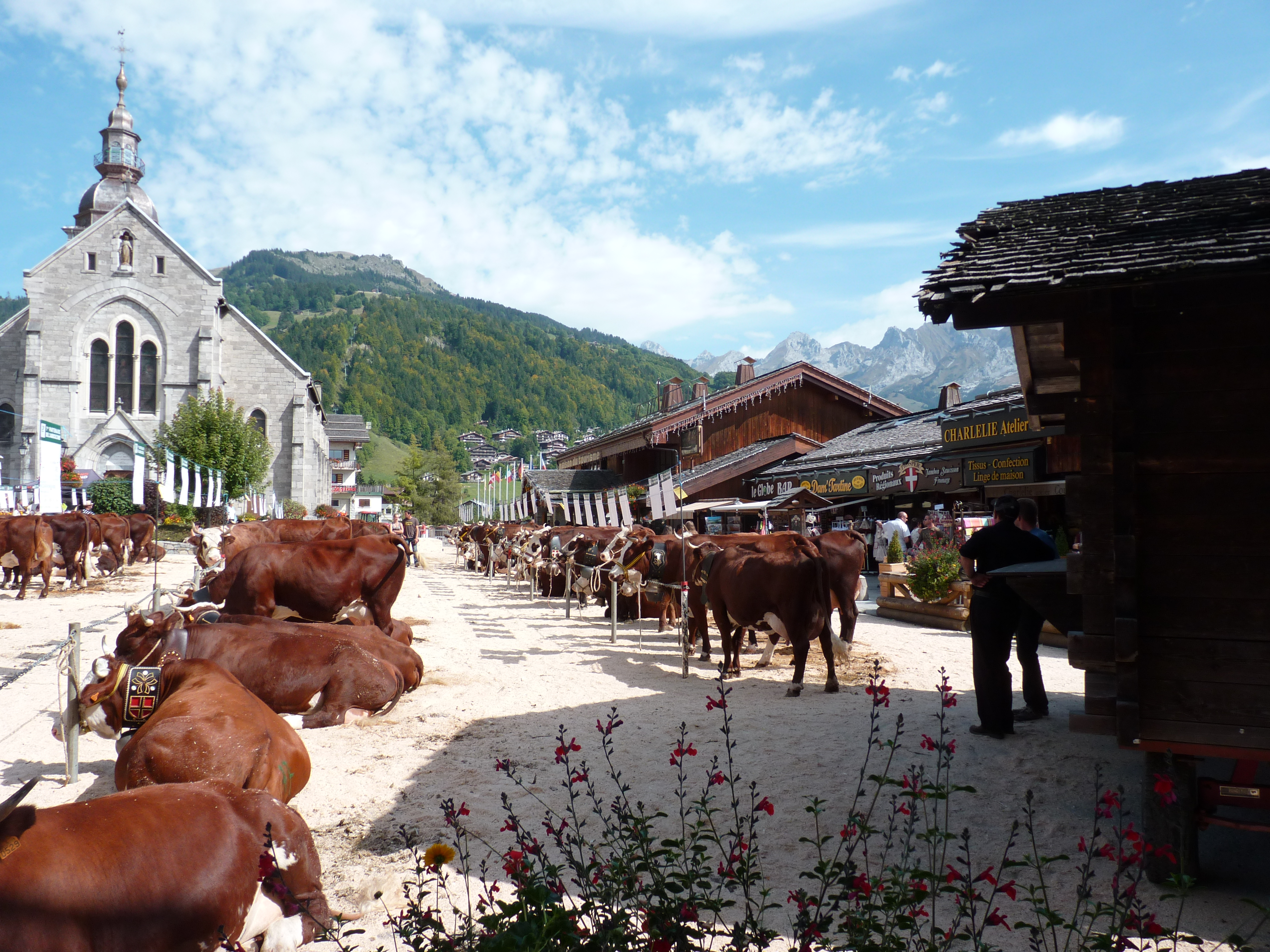
La foire de la Saint-Maurice en 2012.

La situation du Grand-Bornand la place dans un milieu continental montagnard caractérisé par une humidité marquée. Les hivers sont plus froids et neigeux, et la saison estivale douce avec parfois des épisodes orageux. Les intersaisons (avril et octobre) sont aussi en moyenne plus humides.
Les données utilisées par Météo-France pour caractériser le climat local reprennent celles de la station météorologique de référence, située à Bourg-Saint-Maurice, dans la vallée de la Tarentaise, relevées sur la période 1981-2010.

#### Voies de communication et transports

##### Voies routières
L'accès au Grand-Bornand se fait :
- depuis Annecy via Thônes et Saint-Jean-de-Sixt par la D909 puis la D4;
- depuis Bonneville via Le Petit-Bornand-les-Glières  par la D12 (qui longe le Borne) ;
- depuis Cluses via le col de la Colombière (1 613 m, en général fermé en hiver)  par la D4;
- depuis Megève et Albertville via  le col des Aravis (1 486 m, ouvert même en hiver, sauf en cas d'enneigement exceptionnel), La Clusaz et Saint-Jean-de-Sixt par la D909 puis la D4.

La commune du Grand-Bornand est traversée par la route des Grandes Alpes.
La commune n'est desservie (et ne l'a jamais été) par aucune ligne de chemin de fer. Les principales gares ferroviaires les plus proches sont la gare d'Annecy, la gare de Bonneville et la gare de Cluses, situées chacune à environ 30 km. La première est desservie à l’année par les TGV en liaison avec Paris et bientôt Marseille, les deux autres ne l’étant que durant la saison hivernale. La commune ne peut ensuite être jointe que par la route.

## Urbanisme

### Typologie
Au 1er janvier 2024, Le Grand-Bornand est catégorisée commune rurale à habitat dispersé, selon la nouvelle grille communale de densité à sept niveaux définie par l'Insee en 2022.
Elle appartient à l'unité urbaine de Le Grand-Bornand, une unité urbaine monocommunale constituant une ville isolée,. La commune est en outre hors attraction des villes,.

### Occupation des sols
L'occupation des sols de la commune, telle qu'elle ressort de la base de données européenne d’occupation biophysique des sols Corine Land Cover (CLC), est marquée par l'importance des forêts et milieux semi-naturels (87,6 % en 2018), une proportion sensiblement équivalente à celle de 1990 (88,3 %). La répartition détaillée en 2018 est la suivante :
milieux à végétation arbustive et/ou herbacée (42,2 %), forêts (27,5 %), espaces ouverts, sans ou avec peu de végétation (17,9 %), prairies (8,4 %), zones urbanisées (3,6 %), espaces verts artificialisés, non agricoles (0,4 %).
L'IGN met par ailleurs à disposition un outil en ligne permettant de comparer l’évolution dans le temps de l’occupation des sols de la commune (ou de territoires à des échelles différentes). Plusieurs époques sont accessibles sous forme de cartes ou photos aériennes : la carte de Cassini (XVIIIe siècle), la carte d'état-major (1820-1866) et la période actuelle (1950 à aujourd'hui).

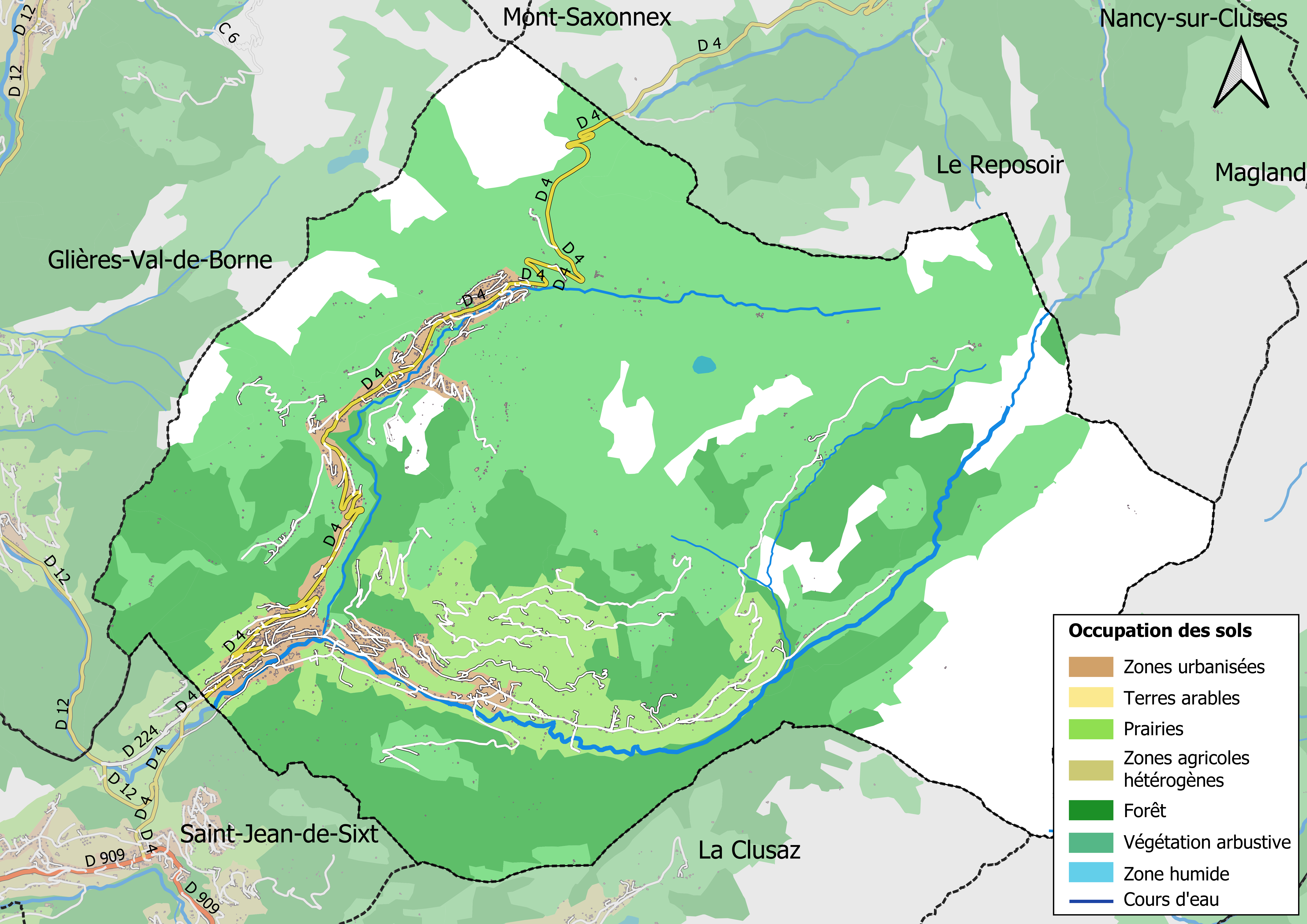
Carte des infrastructures et de l'occupation des sols en 2018 (CLC) de la commune.
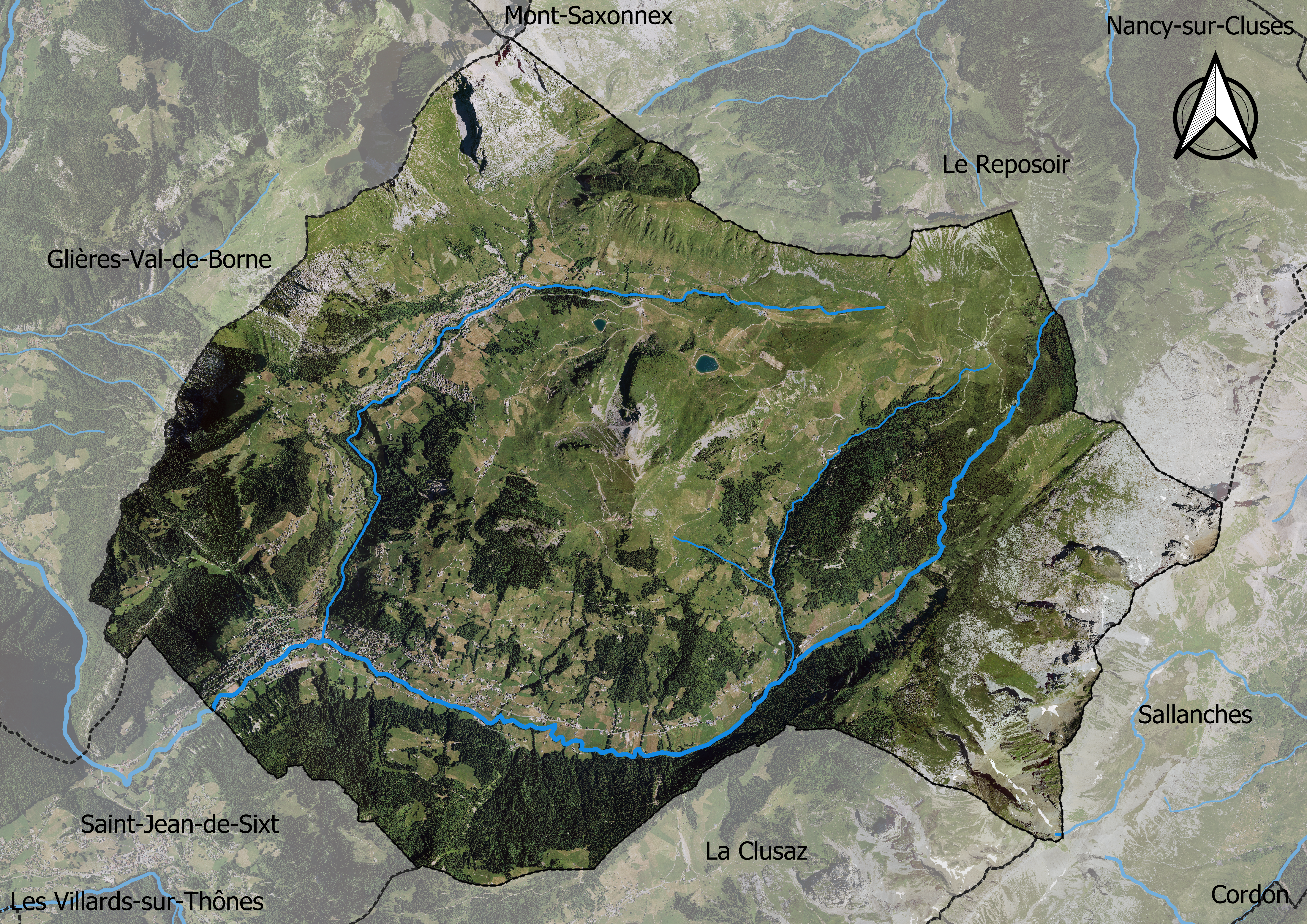
Carte orthophotogrammétrique de la commune.

#### Morphologie urbaine
La commune du Grand-Bornand comprend quatre secteurs : la vallée du Bouchet, la vallée du Chinaillon le Nant Robert et le village du Grand-Bornand situé à la jonction des deux vallées. La vallée du Bouchet se situe plus en amont du village sur le cours du Borne, elle tient son nom du fait qu'elle est très encaissée[réf. nécessaire]. Le Chinaillon, lui, est plus en hauteur, il concentre la plus grande partie de l'activité de sports d'hiver. Le village du Grand-Bornand, quant à lui, est au cœur de cet espace.
Quatre-cent chalets centenaires se trouvent dans le village et ses environs[réf. nécessaire]. Les chalets sont construits sur des murs en pierres montées à la chaux (matière obtenue par combustion du calcaire) pour le soubassement (partie inférieure d'un mur) ; au-dessus, toute la maison est en bois avec le balcon couvert. Les parois sont constituées de madriers (planche épaisse) pris dans le cœur de l'épicéa et équarris (taillés à angle droit) à la hache. Le toit est couvert de tuiles en bois, appelées ancelles ou tavaillons.
À proximité du chalet étaient construites de petites répliques sans fenêtre, les mazots où chacun conservait ses confitures, ses jambons, des grains et le linge du dimanche. Ainsi, en cas de feu, malheureusement fréquent dans les chalets entièrement en bois, on conservait au moins le minimum.
Chaque hameau possède sa petite chapelle, simple et sans ostentation, les plus vieilles datent du XIIIe siècle.

## Toponymie
Le Grand-Bornand est un toponyme composé associant l'adjectif « Grand », permettant de distinguer le village de celui du Petit-Bornand, au mot « Bornand ».
Communément les toponymes Borgnes et ses dérivés comme Bornand proviendraient du mot celtique borna (indiquant un trou, une cavité naturelle), que l'on retrouve dans la langue gauloise sous la forme borna (désignant une caverne ou un abreuvoir) qui serait passé en latin sous la forme bornellus (désignant à son tour une source, un trou d'eau). Dans le parler savoyard, beurna désigne « creux dans un arbre ; excavation naturelle dans un rocher », il peut revêtir dans les patois locaux le sens de « cheminée » (borne= tuyau) et là encore celui de « cours d'eau qui coule dans un passage resserré, [de] grotte ou cavité souterraine ».
Toutefois, il semble que le toponyme Bornand puisse provenir de la rivière Borne. Pour Ernest Nègre, la racine *borne donne dans sa forme féminine Borna, qui marquait la frontière entre les provinces historiques du Faucigny et du Genevois.
En parler savoyard, le vocable « nand » ou « nant » désigne dans son sens primitif « une vallée » puis a pris le sens de « ruisseau ou torrent ».
À travers l’étude de nombreux toponymes, le linguiste-lexicographe français Xavier Delamarre a mis en évidence l’existence d’un composé celtique bo-reno qui signifie littéralement « la rivière des vaches ». En Gaulois, bo est la vache et reno signifie la « rivière ». Le Borne pourrait être un ancien bo-reno. Les noms des rivières appartiennent aux couches les plus anciennes des noms propres. Ils sont presque toujours d’origine indo-européenne ou Celte. Dans l’univers des Indo-européens les vaches étaient vénérées. L’aurore, importante déesse indo-européenne, était appelée « mère des vaches ». Des études récentes menées en Haute-Savoie sur le plateau d’Anterne (Massif du Faucigny) montrent que les premières traces d’exploitation pastorale remontent à 3000 ans avant Jésus Christ. La période de l’antiquité a également été une période faste d’exploitation pastorale. Les vaches étaient alors très présentes dans le cheptel. Il est très probable qu’il en était de même dans la vallée du Grand Bornand car c’est une zone exceptionnelle pour le pastoralisme. Les vaches restent actuellement un élément marquant de l'identité du Grand Bornand.
En francoprovençal, le nom de la commune s'écrit Bornan , selon la graphie de Conflans.

## Histoire

### Période médiévale
Le village fait partie de la dot de Béatrice ou Marguerite de Genève, fille du comte de Genève Guillaume Ier, qui épouse le comte de Savoie Thomas Ier en 1218.
En 1341, le comte de Genève concède aux seigneurs des Clets la juridiction sur la paroisse ainsi que sur celles d'Alex et de Manigod.
Le Grand-Bornand aurait accueilli plusieurs maisons-fortes. Une maison-forte dite "En Cornillon", qui aurait appartenu à la famille des Clets, puis aux Marchand, aurait contrôlée l'accès au Faucigny depuis La Val des Clefs. Le village de Châtillon aurait pu être le site d'implantation de la « résidence des antiques nobles de Bornens ». Par ailleurs, la commune possède un lieu-dit dit « Le Château » lié à l'implantation d'un petit édifice fortifié, qui était un système de défense de la « Villeneuve » — le chef-lieu actuel —, par opposition à l'ancien centre « Villavit ».

### Période moderne
- 1569 : Incendie de l'église.
- 1661 : Une jeune enfant de 8 ans (Jeanne Blanc) est à moitié dévorée par un loup au lieu-dit « la Perrière ès-Favres ».
- 1671 : Construction de la chapelle de La Duche, sous le vocable de Notre-Dame, Sainte-Anne, Saint-Guérin et Saint-Grat, dans le but de guérir d'une terrible épizootie. Le fléau cessa dès la fin de la construction.
- 1677 : Construction de la chapelle de Notre-Dame des Neiges au Chinaillon.
- 1715 : Ouverture d'une école paroissiale.
- 1755 : Fin de la dispute avec La Clusaz sur la délimitation entre les territoires des deux villages.
- 1767 : Fabrication de la plus ancienne des cloches actuelles de l'église.
- 16 octobre 1796 : Début de la construction d'une halle pour le marché des reblochons[21].
- Février 1813 : La charpente de la Halle s'écroule sous le poids accumulé de 6 pieds de neige. Il a fallu attendre 60 ans avant sa reconstruction[21].
- 1828 : Construction de l'école pour les filles grâce à un don de 6 000 francs de l'épouse parisienne d'Étienne Rey, natif du village devenu marchand et restaurateur de tableau à Paris.

### Période contemporaine après le rattachement de la Savoie à la France
- 1870 : Construction de la nouvelle Grenette pour y entreposer les grains[21].
- 1877 : Fin de la construction de la nouvelle église.
- 13 mai 1913 : Inauguration du premier service régulier automobile entre Thônes et Le Grand-Bornand, nommée la Pergoline qui réduit à 35 minutes le voyage au lieu de 1h40 en voiture à cheval[22].
- 1917 : Rationnement du pain et création de la carte de pain instaurée par la préfecture. La consommation est limitée à 500 g par jour et par adulte et le pain frais n'est autorisé à la vente que douze heures après sa cuisson.
- 1er janvier 1921 : La place du village est désormais éclairée le soir grâce à l'électricité fournie par la scierie d'Édouard Bétemps qui dispose de deux turbines de 20 ch et d'un alternateur.
- 1927 : Restauration des chapelles du Bouchet et des Plans.
- 1937 : Le Syndicat des professionnels devient le Syndicat des affineurs, expéditeurs et producteurs de véritables reblochons.
- 1940 : Après les armistices du 22 juin et du 24 juin 1940, le Grand-Bornand, comme le reste de la Haute-Savoie, se trouve en zone libre
- Novembre 1942 : Après le débarquement allié en Afrique du Nord, la Haute Savoie comme le reste des Alpes françaises et une partie du sud-est passe sous occupation italienne.
- Septembre 1943 : Après l'armistice entre les Italiens et les Alliés, la zone sous occupation italienne passe sous occupation allemande.
- 22-24 août 1944 : Peu après la libération de la région, une centaine de miliciens sont amenés depuis Annecy pour être jugés au Grand-Bornand, siège des FFI du département, 76 sont fusillés et enterrés près du bois de Pezerettaz dans la vallée du Bouchet.

- 1954 : Reconstruction de la Grenette[21].
- 1991 : Première édition du festival international « Au Bonheur des Mômes »[23].
- 2001 : Le Grand-Bornand devient capitale mondiale de l'Art Vache.

### Développement touristique
- 1907 : Année de la naissance du ski au Grand-Bornand.
- 28 octobre 1923 : Création du premier club de ski, la « société des skieurs bornandins ».
- 1931 : Création de l'association « les Skieurs Bornandins ».
- 1951 : Félicien Missilier devient le premier moniteur diplômé d'État de la station et deviendra le premier directeur ESF de la station.
- 1952 : Construction de la première remontée mécanique au Chinaillon.
- 1961 : Création de la piste « la Floria » longue de 1 750 mètres. Inauguration du nouveau groupe scolaire qui accueille 221 enfants.

### Faits divers
- 11 mars 1817 : un violent tremblement de terre cause des dégâts matériels et le 11 mai, la neige tombe comme en plein hiver.
- 14 juillet 1987 : à la suite d'un violent front orageux de 3 à 4 km sur les pentes voisines, une crue brutale du Borne submerge la vallée et ravage notamment le terrain de camping du Borne sur la rive droite[24],[25]. Le bilan fut de 23 morts[26]. La victime la plus jeune avait 14 mois. En 1997, la Cour administrative de Lyon reconnait le caractère prévisible du drame et condamne la commune et l'État à indemniser les victimes, le terrain de camping était en effet implanté dans une zone de crue en bordure du torrent. À l'occasion du 30e anniversaire du drame, la préfecture a rappelé les consignes de sécurité dans les campings[24].
- 2003 : Affaire criminelle Flactif dans laquelle toute une famille a été exécutée (le film Possessions, réalisé par Éric Guirado en 2011, est inspiré par cette affaire)[27].

## Politique et administration

### Situation administrative
Rattachée à l'ancien canton de Thônes, la commune appartient depuis le redécoupage cantonal de 2014, au canton de Faverges. Celui-ci comporte 27 communes dont Alex, Bluffy, La Balme-de-Thuy, Chevaline, Le Bouchet-Mont-Charvin, Les Clefs, Cons-Sainte-Colombe, La Clusaz, Doussard, Entremont, Giez, Dingy-Saint-Clair, Lathuile, Manigod, Marlens, Menthon-Saint-Bernard, Montmin, Saint-Ferréol, Saint-Jean-de-Sixt, Serraval, Seythenex, Talloires, Thônes, Veyrier-du-Lac, Les Villards-sur-Thônes. La ville de Faverges en est le bureau centralisateur.
Le Grand-Bornand est membre de la communauté de communes des vallées de Thônes qui compte treize communes.
La commune relève de l'arrondissement d'Annecy et de la deuxième circonscription de la Haute-Savoie.

### Tendances politiques et résultats
L'électorat du Grand-Bornand est à majorité de droite comme le montrent les résultats au 2e tour de l'élection présidentielle de 2007 :
- Nicolas Sarkozy : 83,46 % ;
- Ségolène Royal : 16,54 %.

et ceux du 2e tour de l'élection présidentielle de 2012 :
- Nicolas Sarkozy : 84,65 %  (1 362 voix)
- François Hollande : 15,35 % (247 voix)

### Administration municipale

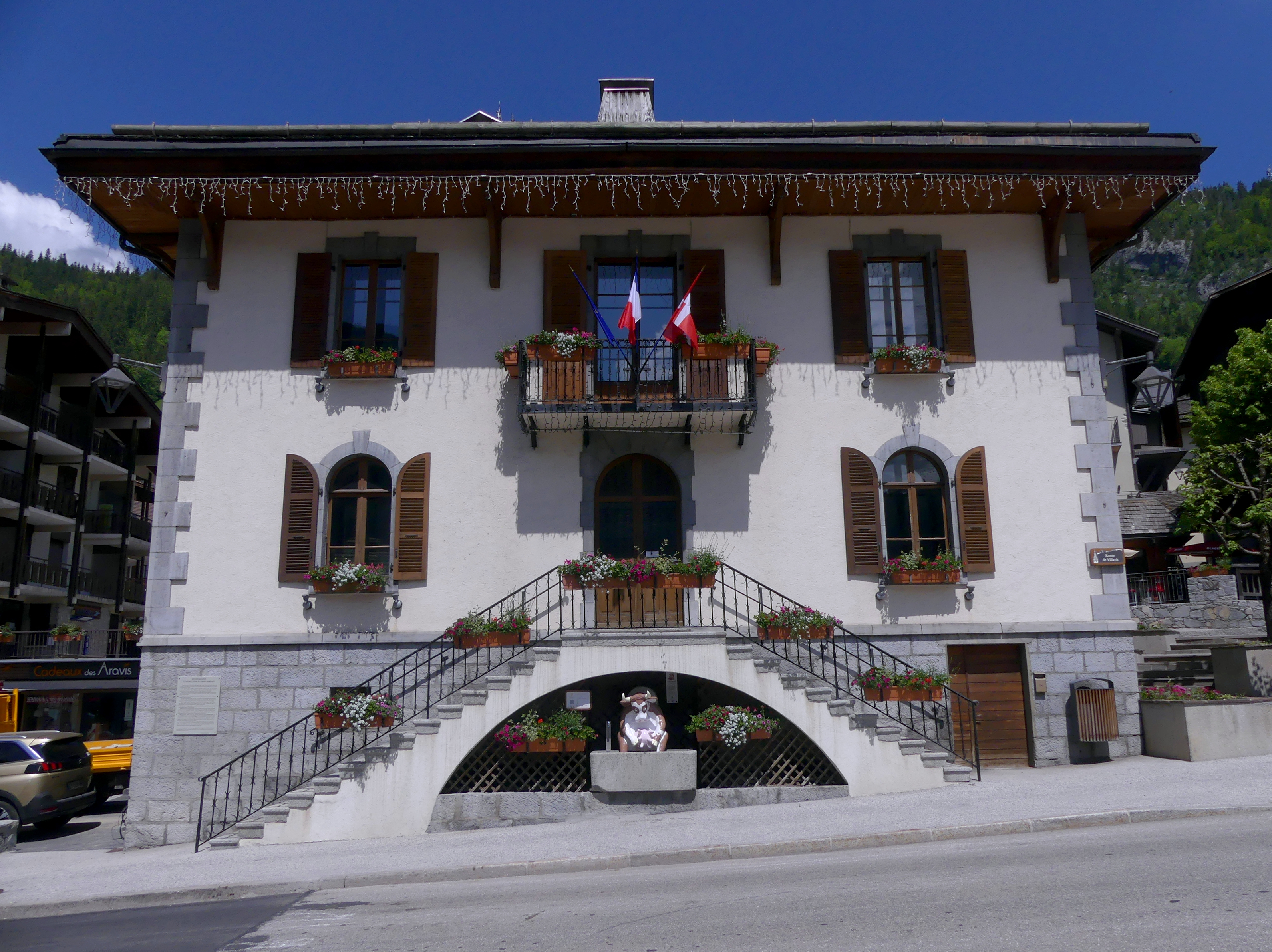
Mairie du Grand-Bornand.

Le nombre d'habitants au dernier recensement étant compris entre 1 500 et 2 500, le nombre de membres du conseil municipal est de 19.
À la suite des élections municipales de 2014, la répartition des sièges au sein du conseil municipal se fait comme suit :

### Liste des maires
| Période                                  | Période                  | Identité                 | Étiquette  | Qualité                                                                                               |
| ---------------------------------------- | ------------------------ | ------------------------ | ---------- | --- |
| mars 1971                                | mars 1983                | Jean-Bastard Rosset      |            | |
| mars 1983                                | mars 1989                | Pierre Pochat-Cottilloux |            | |
| mars 1989                                | mars 2008                | André Perrillat-Amédé    | DVD        | |
| mars 2008                                | 9 avril 2011 (démission) | Gérard Perrissin-Fabert  | PR puis SE | Directeur relations institutionnelles Saur Conseiller régional de Rhône-Alpes (2010 → 2015, liste PS) |
| juin 2011                                | mars 2014                | Philippe Angelloz-Nicoud |            | |
| mars 2014                                | En cours                 | André Perrillat-Amédé    | DVD        | Permanent politique                                                                                   |
| Les données manquantes sont à compléter. |                          |                          |            | |

### Politique environnementale
- Afin de préserver son aspect traditionnel, touristique et écologique, les toitures des habitations sont toutes couvertes de tuiles en bois appelées tavaillons, produits en « red cedar » (Thuya géant de Californie) importé du Canada et subventionné.
- En 2014, la commune du Grand-Bornand bénéficie du label « ville fleurie » avec « deux fleurs » attribuées par le Conseil national des villes et villages fleuris de France au concours des villes et villages fleuris[32].

### Jumelages
Au 20 décembre 2014, Grand-Bornand est jumelé avec :
- Lac-Beauport  (Canada) depuis 1991[33]. Ce pacte d'amitié comprend également Sévrier, commune voisine du lac d'Annecy[34].
- Quiberon (France) depuis 1997[35].

## Population et Société
Ses habitants sont les Bornandins. Le sobriquet des habitants était en patois les Braffieux (les brasseurs en lien avec les affaires), au XIXe siècle.

### Démographie
L'évolution du nombre d'habitants est connue à travers les recensements de la population effectués dans la commune depuis 1793. Pour les communes de moins de 10 000 habitants, une enquête de recensement portant sur toute la population est réalisée tous les cinq ans, les populations de référence des années intermédiaires étant quant à elles estimées par interpolation ou extrapolation. Pour la commune, le premier recensement exhaustif entrant dans le cadre du nouveau dispositif a été réalisé en 2006.

En 2022, la commune comptait 2 054 habitants, en évolution de −3,75 % par rapport à 2016 (Haute-Savoie : +6,01 %, France hors Mayotte : +2,11 %).
| 1793  | 1800  | 1806  | 1822  | 1838  | 1848  | 1858  | 1861  | 1866  |
| ----- | ----- | ----- | ----- | ----- | ----- | ----- | ----- | ----- |
| 1 922 | 2 015 | 2 063 | 2 060 | 2 143 | 2 332 | 2 006 | 1 954 | 1 959 |

| 1872  | 1876  | 1881  | 1886  | 1891  | 1896  | 1901  | 1906  | 1911  |
| ----- | ----- | ----- | ----- | ----- | ----- | ----- | ----- | ----- |
| 2 006 | 2 010 | 1 945 | 1 989 | 1 888 | 1 946 | 2 019 | 2 082 | 2 055 |

| 1921  | 1926  | 1931  | 1936  | 1946  | 1954  | 1962  | 1968  | 1975  |
| ----- | ----- | ----- | ----- | ----- | ----- | ----- | ----- | ----- |
| 1 702 | 1 654 | 1 715 | 1 702 | 1 618 | 1 512 | 1 534 | 1 533 | 1 606 |

| 1982  | 1990  | 1999  | 2006  | 2011  | 2016  | 2021  | 2022  | - |
| ----- | ----- | ----- | ----- | ----- | ----- | ----- | ----- | - |
| 1 695 | 1 925 | 2 115 | 2 202 | 2 185 | 2 134 | 2 068 | 2 054 | - |

### Médias

#### Radios et télévisions
La ville est couverte par des antennes locales de radios dont France Bleu Pays de Savoie, ODS Radio, Radio Semnoz… Enfin, la chaîne de télévision locale TV8 Mont-Blanc diffuse des émissions sur les pays de Savoie. Régulièrement l'émission La Place du village expose la vie locale. France 3 et sa station régionale France 3 Rhône-Alpes, peuvent parfois relater les faits de vie de la commune.
La chaîne thématique Montagne TV est partenaire de la manifestation Glisse en Cœur.

#### Presse et magazines
La presse écrite locale est représentée par des titres comme Le Dauphiné libéré, L'Essor savoyard, Le Messager - édition Genevois, le Courrier savoyard.

### Manifestations culturelles et festivités

#### Festivités
- Festival international de spectacle jeune public « Au bonheur des mômes », (depuis 1991) ;
- Glisse en Cœur (en mars) : 24h de ski et de concerts, événement caritatif. 16e édition en 2025 (21-22-23 mars).Quelques artistes ayant participé : Christophe Maé, Tal, Jennifer[42];
- Fête de l'Alpage, le premier dimanche d'août, qui fête la tradition montagnarde au Chinaillon depuis 1966 : transhumance des moutons, fête des vaches laitières pour la production des reblochons des Aravis, défilé de char sur différents thèmes locaux (ex : la vache, les transports à travers les âges, etc.) et tiercé de ski sur herbe (des skieurs sont déguisés en rapport avec le thème des chars) ;
- Bal des conscrits, en mai, qui réuni plus d'un millier de personnes. Tradition précédée de la semaine des conscrits : les villageois de 20 ans font le tour des maisons de leurs conscrits pour partager anecdotes et souvenirs ;
- Semaine de la montagne, qui permet de faire découvrir la faune et la flore locale ainsi que les différentes manières de pratiquer la montagne. Une soirée est organisée durant celle-ci par le secours en montagne et le Bureau des Guides et des accompagnateurs ;
- Gamineries des Aravis, compétitions inter'patelins, organisé par le KGB (Krew Grand-Bornand) et l'Office de tourisme ;
- Semaine du Son ;
- Fête de Lormay (fin juillet) au fin fond de la vallée du Bouchet : fête des traditions montagnardes, un peu moins fréquentée que la fête de l'alpage ;
- Course de tracteur à pédales le 15 août (depuis 2018) : cette course organisée par le ski club consiste à dévaler une pente de près de 350 m avant d'arriver dans l'épingle de la place du village. Le premier arrivé en bas remporte la manche[43].

#### Tour de France
Le tour de France cycliste est passé plusieurs fois par le Grand-Bornand, souvent avec le franchissement du col de la Colombière (1 613 m)  qui au travers des Aravis, sépare la commune de celle du Reposoir. Le Grand-Bornand a aussi été ville de départ ou d'arrivée du tour. On peut ainsi citer :
- Tour de France 1995, départ de la 9e étape (Le Grand-Bornand - La Plagne) ;
- Tour de France 2004, arrivée de l'étape du 22 juillet 2004 dont le vainqueur est Lance Armstrong après une étape de 204,5 km, depuis Le Bourg-d'Oisans. L'arrivée sur Le Grand-Bornand se fait après la montée depuis Manigod du col de la Croix Fry puis descente sur La Clusaz, traversée de Saint-Jean-de-Sixt et enfin petite remontée finale sur le Grand-Bornand ;
- Tour de France 2007 :
  - Arrivée de la 7e étape (Bourg-en-Bresse - Le Grand-Bornand) avec montée depuis Le Reposoir du col de la Colombière  puis descente sur le Grand-Bornand, échappée victorieuse de Linus Gerdemann.
  - Départ de la 8e étape, 165 kilomètres entre Le Grand-Bornand et Tignes.
- Tour de France 2009, arrivée de la 17e étape, considéré comme l'étape la plus dure de ce tour[44] avec le franchissement de 5 cols dont 4 de première catégorie dont, en dernier, le col de la Colombière, gravi depuis Le Reposoir avant 15 km de descente vers le village du Grand-Bornand. Le président de la République Nicolas Sarkozy suit l'étape. Fränk Schleck s'imposa devant son frère Andy et Alberto Contador.
- Tour de France 2013, arrivée de la 19e étape après, comme le tour 2004, montée depuis Manigod du col de la Croix Fry puis descente sur La Clusaz, traversée de Saint-Jean-de-Sixt et enfin petite remontée finale sur le Grand-Bornand. L'étape est remportée par Rui Costa. Pour célébrer le centième Tour de France, la ville recouvre le clocher de son église en jaune.
- Tour de France 2016, passage de la 20e étape (Megève - Morzine) qui traverse la commune venant du col des Aravis et de La Clusaz avant de continuer vers Le Reposoir par le col de la Colombière.
- Tour de France 2018, arrivée de la 10e étape. Départ donné aux abords du lac d'Annecy, ascension des cols de la Croix Fry, du plateau des Glières, de Romme et de la Colombière. Etape remportée en solitaire par le Français Julian Alaphilippe.
- Tour de France Femmes 2024, arrivée de la 7e étape depuis le Col de Saint-Jean-de-Sixt[45]. La Belge Justine Ghekiere, porteuse du maillot à pois, s'y impose.

### Infrastructures
- Salle des fêtes, congrès : « L'Espace Grand-Bo »
- Une grenette (nom donné en Suisse et en Savoie à un marché couvert) servant aujourd'hui pour diverses animations
- Complexe sportif d'été avec court de tennis, tir à l'arc, piscine de plein air, mini golf, terrain de volley, puis plus récemment, un skatepark et pump-track.
- La forêt des Dodes, parcours accrobranche voisin de la patinoire du village
- Golf du Rocher Blanc dans la vallée du Bouchet
- Stade de biathlon « Sylvie-Becaert », homologué par l'Union internationale de biathlon en 2013 (Sylvie Becaert est une biathlète française, championne du monde et vice-championne olympique, née en 1975)
- 2 salles de cinéma (une au village et une au Chinaillon)
- Depuis 2021, La Source établie dans une ancienne ferme des Bauges propose pour les enfants des activités liées à la culture alpestre.

## Économie

### Agropastoralisme
Le Grand-Bornand est la première commune agricole du département en nombre d'exploitations avec 65 fermes en activité. Elle perpétue un savoir-faire dans la fabrication du reblochon fermier.

### Tourisme
- La Source[46](ancienne Ferme des Animaux ouverte en 2009) inaugurée en 2021 est un espace ludique pour toute la famille permettant la découverte du monde rural, montagnard et paysan.
- Maison du patrimoine bornandin dans une ancienne ferme restaurée construite en 1830, gérée par l’association du patrimoine bornandin.
- Loisirs : nombreuses possibilités de randonnées de montagne de différents niveaux dont l'ascension de la Pointe Percée (avec le refuge de la Pointe Percée – Gramusset), balades en cavale, forêt des Dodes, ramassage de champignons

Le Grand-Bornand est l'une des 48 communes classées « commune touristique » du département.
En 2016, la capacité d'accueil de la station, estimée par l'organisme Savoie Mont Blanc, est de 23 411 lits touristiques répartis dans 3 990 structures (16 242 lits en 1995). Les hébergements marchands se répartissent comme suit : 770 meublés ; une résidence de tourisme ; 12 hôtels ; 2 structures d'hôtellerie de plein air ; 10 centres ou villages de vacances/auberges de jeunesse ; 3 refuges ou gîtes d'étape et une chambre d'hôtes. La capacité des deux campings est de 210 emplacements.
La commune et la station du Grand-Bornand a obtenu plusieurs des labels : « Famille Plus Montagne » ; « Stations nouvelles glisses » et « Station village ». Elle fait partie également des stations françaises ayant le label Top of the French Alps (TOTFA).
En 2014, la commune obtient « 2 fleurs » avec le label « ville fleurie », attribuées par le Conseil national des villes et villages fleuris de France au concours des villes et villages fleuris.

### Entreprises
- Société des remontées mécaniques du Grand-Bornand.
- Aravis Boissons (remplacée par un supermarché) producteur de limonade artisanale de 1870 à 2013.

## Station de sports d'hiver

### Domaine
Le domaine skiable s'étend sur 90 km de ski alpin (360 ha) et 70 km de ski de fond.

#### Ski alpin
Accessible en télécabine depuis le village, le domaine de ski alpin se situe sur les hauteurs du Chinaillon, sur les pentes du mont Lachat de Châtillon (2 100 m).
Il comporte 47 pistes de ski réparties sur les secteurs du Rosay, de la Joyère, des Gettiers, de la Floria et du Maroly. Le Grand-Bornand compte sur son domaine skiable 2 télécabines, 10 télésièges (dont 4 débrayables), et 10 téléskis, et 3 fils neige (dont 2 tapis).
Un grand snowpark (le snowparkgb) a été aménagé sur le secteur du Maroly, sur 5 ha. de superficie. Il compte notamment un boardercross.
Il est possible d'y pratiquer le ski nocturne sur le télésiège du Charmieux (anciennement les Gettiers).
La station coopère avec le regroupement de stations des Aravis (avec les stations voisines de La Clusaz, Manigod et Saint-Jean-de-Sixt), à travers une offre forfaitaire commune. L'offre permet alors l'accès à 220 km de pistes. Un skibus les relie toutes les 30 minutes.
| Nom           | Type                    | Places | Longueur | Altitude Haute | Dénivelé | Débit          | Vitesse  | Durée      |
| ------------- | ----------------------- | ------ | -------- | -------------- | -------- | -------------- | -------- | ---------- |
| L'Almet       | Téléski                 | 1      | 1210 m   | 1805 m         | 215 m    | 900 skieurs/h  | 3,5 m/s  | 5 min 46 s |
| Le Prarian I  | Téléski                 | 1      | 710 m    | 1768 m         | 183 m    | 900 skieurs/h  | 3,5 m/s  | 3 min 23 s |
| Le Prarian II | Téléski                 | 1      | 710 m    | 1768 m         | 183 m    | 740 skieurs/h  | 3 m/s    | 3 min 56 s |
| La Mulaterie  | Téléski                 | 1      | 421 m    | 1438 m         | 108 m    | 610 skieurs/h  | 2,8 m/s  | 2 min 30 s |
| La Taverne    | Télésiège               | 2      | 850 m    | 1530 m         | 150 m    | 900 skieurs/h  | 2,5 m/s  | 8 min      |
| Terre Rouge   | Télésiège Tapis Roulant | 3      | 1780 m   | 1784 m         | 340 m    | 1500 skieurs/h | 2 m/s    |            |
| La Floria     | Télésiège Débrayable    | 6      | 1526 m   | 1785 m         | 354 m    | 3100 skieurs/h | 5,25 m/s | 6 min      |
| La Tolar      | Télésiège Tapis Roulant | 4      | 1141 m   | 1779 m         | 354 m    | 2400 skieurs/h | 2,5 m/s  | 7 min 37 s |
| Le Maroly     | Télésiège Débrayable    | 6      | 1400 m   | 1814 m         | 387 m    | 2800 skieurs/h | 5 m/s    | 4 min 7s   |
| Le Lachat     | Télésiège Débrayable    | 6      | 1613 m   | 2050 m         | 601 m    | 2400 skieurs/h | 5 m/s    | 5 min 4 s  |
| Le Charmieux  | Télésiège Débrayable    | 6      | 1086 m   | 1546 m         | 275 m    | 3600 skieurs/h | 6 m/s    | 3 min 2 s  |
| Le Rosay      | Télécabine              | 10     | 2250 m   | 1445 m         | 510 m    | 2400 skieurs/h | 5 m/s    | 7 min 50 s |
| Les Arces     | Téléski                 | 1      | 612 m    | 1516 m         | 166 m    | 900 skieurs/h  | 2,9 m/s  | 3 min 52 s |

#### Ski de fond et activités nordiques
Le domaine de ski de fond est partagé entre la vallée du Bouchet et le Chinaillon.
Plusieurs boucles de 3, 5, 8, 10, 15 et 20 km sont aménagées pour le pas alternatif et le skating. Sur les 70 km de pistes, 58,5 km permettent de pratiquer le skating. Une liaison via le domaine des Confins est possible avec La Clusaz.
La station a aussi aménagé 59,1 km de chemins de randonnée hivernale, 63,6 km pour la pratique de la raquette, ainsi que 4 pistes de luge.

#### Stade de biathlon
En collaboration avec Annecy et en vue de la candidature aux Jeux olympiques d'hiver de 2018, un stade de biathlon voit le jour en 2010. Inscrit dans une volonté de développement durable, il est modulable et se transforme en zone d'atterrissage de parapente l'été.
Ce stade a accueilli en mars 2011 les finales européennes de l'IBU Cup, et fut étape de la coupe du monde en décembre 2011 et 2013. Le stade de biathlon Sylvie Becaert a accueilli une étape de la Coupe du monde de biathlon 2017-2018 du 14 au 17 décembre 2017, devant une foule importante, qui a pu fêter la première victoire en Coupe du monde de Justine Braisaz dans la mass-start féminine, et celle de Martin Fourcade à l'arrivée de la même épreuve chez les hommes.
La coupe du monde s'y est de nouveau déroulée en 2019 et en 2024 (elle devait également avoir lieu en 2021 mais a été annulée en raison de la pandémie de Covid-19). Une étape de la Coupe du monde est prévue pour la saison 2026-2027 et 2028-2029.

### Évènements sportifs
- Grand Bo ski show : show nocturne des équipes de France de fond masculine et féminine. Avec la présence des champions de la station.
- Week-end SnowparkGB : 2 jours dédiés au freestyle.
- Ski nocturne : tous les mardis soir hors vacances scolaires durant la saison hivernale, sur la piste des Gettiers de 18 h à 20 h pour les nouvelles glisses (yooners ou parets, véloskis et snowscoot) et de 20 h à 22 h 30 pour le ski.
- L'Alpi Grand-Bo, course de ski de randonnée se déroulant généralement en février.

## Culture et patrimoine

### Lieux et monuments
La commune compte deux monuments répertoriés à l'inventaire des monuments historiques et aucun lieu n'est répertorié à l'inventaire général du patrimoine culturel. Par ailleurs, elle compte quatre objets répertoriés à l'inventaire des monuments historiques mais aucun objet répertorié à l'inventaire général du patrimoine culturel.

#### Patrimoine bâti

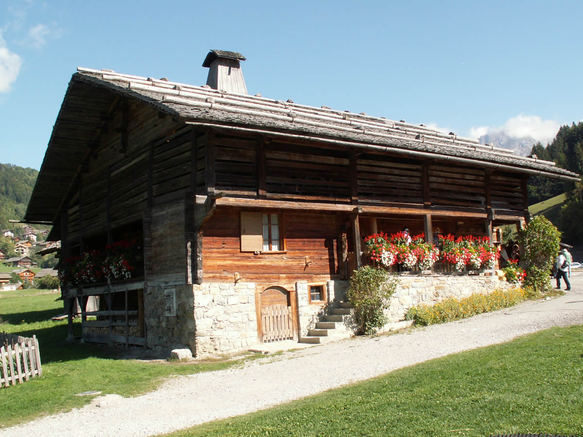
Maison du patrimoine bornandin

- Maison du patrimoine bornandin (XIXe siècle)[61]  Inscrit MH (2007)
- Refuge de la Pointe Percée – Gramusset (alt. 2 164 m)
- Refuge de la Bombardellaz
- Refuge de la Lambadaz (alt. 1 969 m)

#### Patrimoine religieux
- Église Notre-Dame-de-l'Assomption : l'existence de cette église est attestée depuis 1146. Elle fut partiellement détruite par un incendie en 1569, le clocher totalement reconstruit en 1661, mais le bâtiment actuel date de la fin du XIXe siècle. Elle fut en effet totalement reconstruite en 1877. Le clocher, terminé en 1845, est remarquable par sa couverture en bulbe d'inspiration baroque surmonté d'un lanterneau entouré d'une galerie. L'église abrite quatre objets classés au titre des Monuments historiques :
  - Notre-Dame du Rosaire, tableau du XVIIIe siècle  Classé MH (1944)[62]
  - Jésus au milieu des docteurs, les quatre évangélistes, cinq panneaux de bois sculptés du XVIIIe siècle insérés dans la chaire plus moderne  Classé MH (1944)[63]
  - Cloche de bronze datant de 1767  Classé MH (1943)[64]
  - Fonts baptismaux en bois datant de 1829  Classé MH (1922)[65]
- Croix du clos du Pin, une croix grecque de chemin en pierre (XVe siècle)[61]  Classé MH (1944), située initialement au clos du Pin mais déplacée en 1988 au hameau de Lormay dans la vallée du Bouchet.
- Chapelle du Bouchet
- Chapelle du Chinaillon, fondée en 1677, restaurée en 1972 et 2007.
- Chapelle de la Duche, dédiée à Notre Dame, à saint Guérin, à saint Grat, à sainte Anne et au Bienheureux Jean d'Espagne. La cloche date de 1883. À proximité, la source de la Bénite-Fontaine (eau ferrugineuse) avec sa statue de saint Bruno. Chemin de croix.
- Chapelle des Plans
- Chapelle du Nant-Robert
- Temple de l'Arbelay
- « Cimetière des miliciens » où sont enterrés les 76 miliciens fusillés après leur procès au Grand-Bornand du 22 au 24 août 1944.

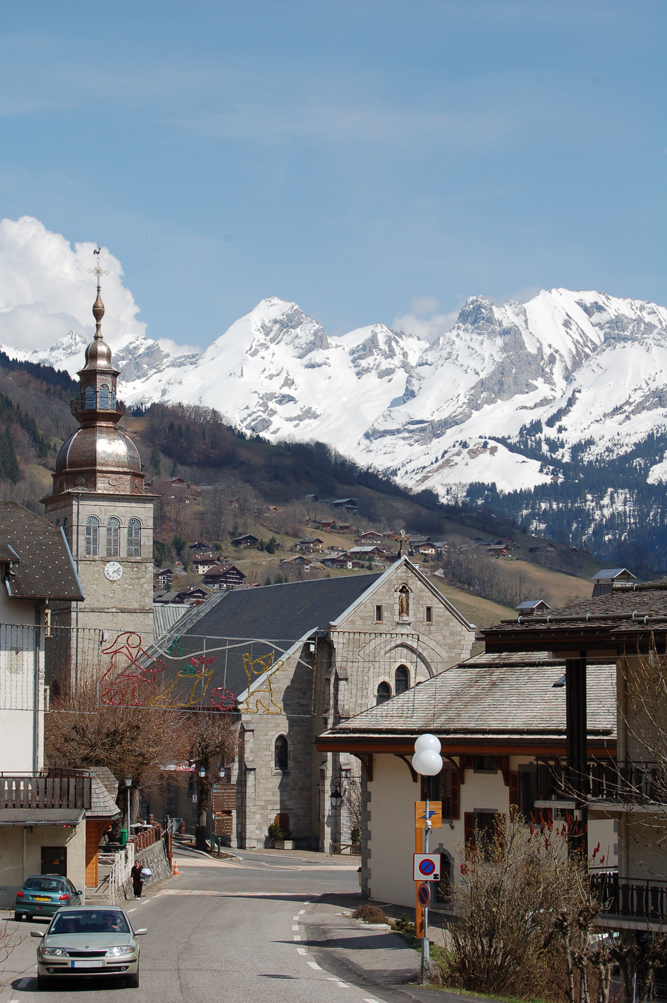
Église Notre-Dame-de-l'Assomption.
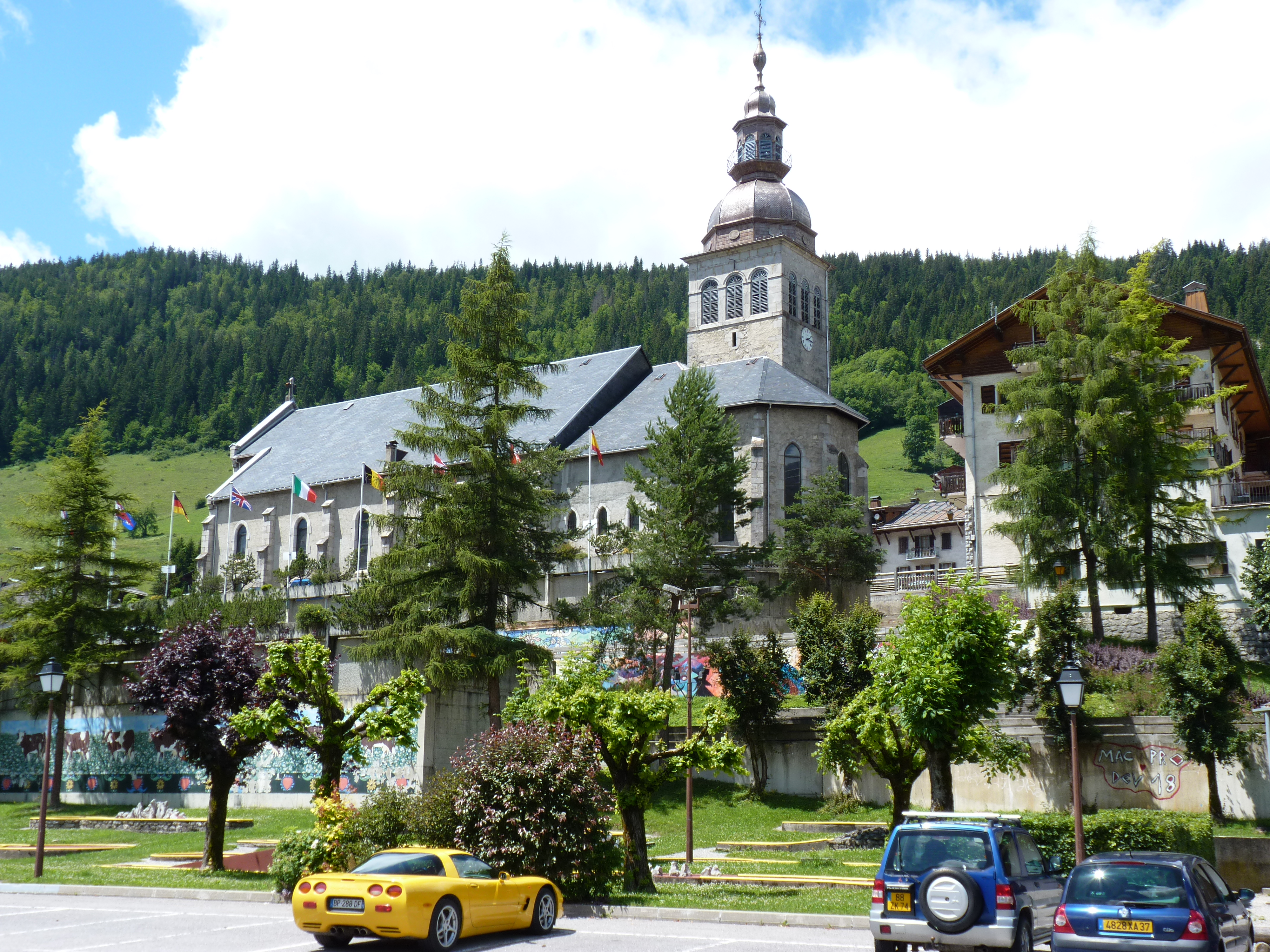
Église Notre-Dame-de-l'Assomption.
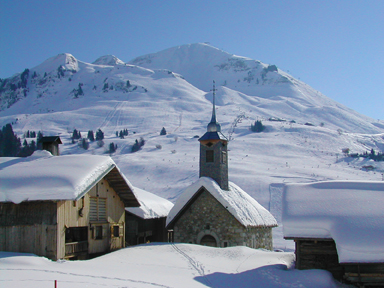
Chapelle du Chinaillon.

### Patrimoine naturel

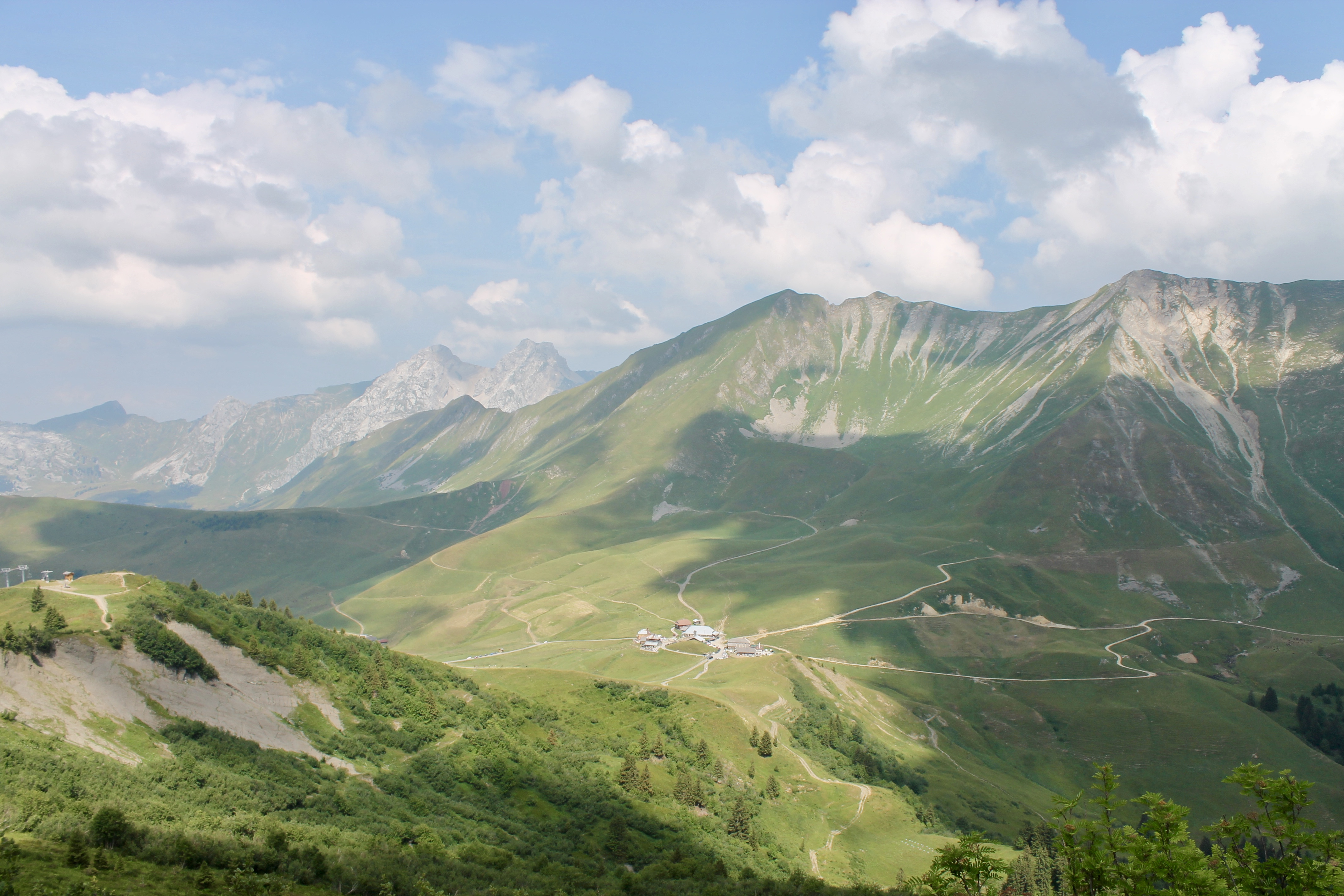
Le col des Annes depuis la pointe des Delevrets et sur la droite, la pointe d'Almet.

- Chaîne des Aravis dont une grande partie nord-ouest est sur le territoire de la commune, la ligne de crête marquant la limite avec la commune de Sallanches, avec les sommets du mont Fleuri (2 511 m), mont Charvet (2 538 m), pointe de Chombas (2 468 m), pointe des Verts (2 555 m). Le plus haut point de la chaine, le sommet de la pointe Percée (2 750 m), très visible depuis le Grand-Bornand, se trouve sur le territoire de la commune.
- Col de la Colombière (1 613 m).
- Col des Annes (1 720 m).
- Le lac de La Cour est situé à 1 445 m d'altitude, 55 000 m3 de capacité pour une surface de 1 hectare, une profondeur de 8 m.
- Le lac du Maroly est un lac artificiel, situé à 1 665 m d'altitude, servant à la production de neige de culture, inauguré le 13 octobre 2007, 300 000 m3 de capacité pour une surface de 3 hectares, une profondeur de 18 m.

### Activités agropastorales
Le reblochon est mentionné pour la première fois dans un acte du tabellion de Thônes — recueil des actes notariés passés par un bureau de notaires dans une année — passé en février 1699 par lequel Jean Louis Favre ascençait aux frères Fournier du Chinaillon paroisse du Grand-Bornand, la montagne du Maroly en échange notamment d'un quarteron de reblochons. Mais la production de ce fromage remonterait au XIVe siècle. Durant longtemps ce fromage sera utilisé pour la consommation de la famille de l'agriculteur. À partir du XVIIIe siècle, le reblochon se retrouve sur les bonnes tables des seigneurs et ecclésiastiques en payement pour partie en nature des locations d'alpages par les paysans au seigneur, à des propriétaires nobles ou bourgeois, ou à des congrégations religieuses. Il est remarquable que tous les actes notariés au XVIIIe siècle faisant référence au reblochon sont des contrats passés avec les paysans du Grand-Bornand.

### Personnalités liées à la commune
Ski alpin :
- Tessa Worley (1989) : membre de l'équipe de France de ski alpin depuis 2007, médaille de bronze aux championnats du monde 2011 en slalom géant, championne du monde 2011 par équipe, championne du monde 2013 et 2017 en slalom géant.
- Steve Missillier (1984), ancien membre de l'équipe de France de ski alpin depuis 2007. 3e au slalom à la Coupe du monde de ski alpin 2010-2011, vice champion olympique de slalom géant en 2014.
- Thomas Mermillod-Blondin (1984) : membre de l'équipe de France de ski alpin, 6 podiums en coupe du monde[67].
- Jean-Philippe Vulliet (1959) : double champion de France de ski alpin.

Skicross :
- Jonathan Midol (1988) : membre de l'équipe de France de ski cross, 4 podiums en coupe du monde[68].
- Bastien Midol (1990) : membre de l'équipe de France de ski cross, 10 podiums en coupe du monde et vainqueur du globe de la spécialité en 2019[69].

Snowboard cross et boardercross :
- Léo Le Blé Jaques : Membre de l'Équipe de France de snowboard cross.
- Nelly Moenne-Loccoz : Vainqueur du classement général de la coupe du monde 2015, championne du monde et Globe de Cristal de Snowboard cross Team Event 2017.
- Océane Pozzo (1989), ancien membre de l'équipe de France féminine de boardercross depuis 2002, championne du monde junior en 2009.

Ski de fond et biathlon :
- Lucas Chanavat (1994) : membre de l'équipe de France de ski de fond, 3e de la coupe du monde de sprint lors de la saison 2017-2018.
- Roddy Darragon (1983), membre de l'équipe de France de ski de fond, médaille d'argent en sprint ski de fond aux Jeux olympiques d'hiver de 2006 de Turin.
- Benjamin Daviet (1989) : membre de l'équipe de France handisport de ski de fond, médaillé de bronze en relais ski de fond aux JO paralympiques de Sotchi 2014, trois médailles d'or et deux médailles de bronze aux jeux paralympiques de Pyeongchang en 2018, deux médailles d'or et une médaille d'argent aux jeux paralympiques de Beijing en 2022.
- Sylvie Becaert (1975), championne de biathlon, une médaille de bronze et une d'argent aux Jeux olympiques, 5 médailles (deux en or, une en argent, une en bronze) aux championnats du monde, 6 podiums individuels en Coupe du monde. Le stade de biathlon du Grand-Bornand porte son nom.
- Christophe Perrillat-Collomb (1979), membre de l'équipe de France de ski de fond depuis 2002.

### Héraldique

#### Blason
| Blason de Le Grand-Bornand | Blason  | De sinople, à la croix d'argent chargée de cinq étoiles d'azur ; à un mont de trois pics brochant en pointe Ornements extérieursÉcu parfois surmonté d'une couronne murale |
| Blason de Le Grand-Bornand | Détails | Le blason est une création de l'archiviste Raymond Oursel, adopté par la commune le 3 mai 1963. Le statut officiel du blason reste à déterminer.                           |